# Lugal
A lugal vagy lúgal (ékírással: 𒈗 [rab-gal], 𒇽𒃲 [lu2-gal],  [újasszír]) sumer nyelven nagy ember, tulajdonképpen király, uralkodó. Fokozva 𒃲𒇽𒃲 (gal lugal, „nagy király”), 𒈘 (lugal-lugal, „királyok királya”). A sumer városállamok korának legmagasabb rangú uralkodói címe volt. Fölötte állt az egyes városok főpapját jelentő ennek és a helytartó enszinek, bár egyes vélemények szerint eredetileg egyes városokban más cím jelentette az uralkodót. Helyenként a sumer templomállamokban nem is lehetett elkülöníteni a főpaptól. A szó etimológiája szerint a LU és a GAL összetétele. LU (vagy LU2) = „ember” (szabad ember), GAL = „nagy, erős”. Azaz „nagy ember”.

## Az ország királya
Később azonban, amikor egyes városok fölébe kerekedtek másoknak, vagy az összes többinek, akkor a LUGAL jelentette az „ország” királyát, az ENSI a „helytartót”, az EN pedig egyre inkább csak papi tisztséget. Előfordult ugyanakkor, hogy a templom enje egyben a város enszije, és ugyanakkor lugal is volt, mivel több város hódolt neki.
Sumerben a legfontosabb királyi cím a Kis királya cím volt, mivel az első időkben Kis urai domináltak Sumerben. Később ennek hatása alatt olyanok is felvették a Kis királya (lugal) címet, akik nem voltak Kis uralkodói, de ezzel jelezték hatalmi igényüket Sumer felett. Többnyire ez azt is jelentette, hogy Kis enszije nekik hódolt.
A szó megfelelője az akkád nyelvben a „sarru” (ŠARRÛ) vagy „sar” (ŠAR) volt király értelemben, bár ez valószínűleg ismeretlen eredetű jövevényszó az akkádban. A sémi nyelvekben létező másik szó a királyra a malikum (vagy malik, melek), valamint az óasszír királyok a waklum és rabáum (kb. nagyherceg) címet is használták.

## A lugal egyéb jelentései
A feliratokon a lugal szót nemcsak az uralkodóra használták, hanem a sumer időkben ezzel jelölték többek között a családfőt, egy hajó tulajdonosát, egy mező gazdáját, vagy általában a köznéppel szembeállított nagy hatalmú gazdag embert az eredeti jelentésnek (nagy ember) megfelelően.

## Lugal az írásban
Az ékírás LUGAL jele (𒈗, 𒇽𒃲, vagy 𒈘, késői változatban ) determinatívumként szolgál az uralkodók nevei előtt, ilyenkor az akkád és asszír szövegekben olvasata šarrum. A hettita írás is használta, de e nyelvben ismeretlen a kiejtése.